# Flag (cráter)

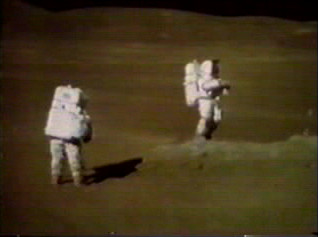
Imagen de TV de Duke (izquierda) y Young en el borde de Flag. Duke comentó en este momento: "John, apareces muy bien. Esa es la vista más hermosa". Young está de pie junto a una roca desde la que se tomó la muestra 61295.

Flag es un pequeño cráter lunar situado en las Tierras Altas de Descartes, visitado por los astronautas del Apolo 16. El nombre del cráter fue adoptado formalmente por la Unión Astronómica Internacional en 1973. La Estación 1 de geología está adyacente a Flag, en el cráter Plum, mucho más pequeño.
|  |
|  |

El módulo lunar Orion del Apolo 16 aterrizó entre los cráteres North Ray y South Ray el 21 de abril de 1972. Los astronautas John Young y Charles M. Duke exploraron el área entre los cráteres en el transcurso de tres EVAs utilizando un Lunar Roving Vehicle o rover. Visitaron Flag en la EVA 1.
El cráter Flag tiene aproximadamente 240 m de diámetro y más de 20 m de profundidad. El cráter adyacente Plum mide solo 30 m de diámetro. El cráter ligeramente más grande Spook, también visitado por los astronautas, se encuentra a menos de 1 km al este .
Flag se inserta en la Formación Cayley del Período Ímbrico.